# George Cables
George Cables (Brooklyn, 1944. november 14. –), amerikai dzsesszzongorista.

## Pályafutása
Először édesanyja tanította zongorázni. Ezután a High School of Performing Arts-ban, majd a Mannes College-ban tanult (1963–1965). Tizennyolc éves korában megalapította a Jazz Samaritans zenekart. Tagjai voltak Billy Cobham, Steve Grossman és Clint Houston is.
Cables zongorajátékára Thelonious Monk és Herbie Hancock volt jelentős hatással.
Játszott Art Blakey-vel, Sonny Rollinsszal, Dexter Gordonnal, Art Pepperrel, Joe Hendersonnal és más jólismert dzsesszzenészekkel.
Saját lemezei között szerepel többek között az 1980-as Cables' Vision Freddie Hubbarddal. 1983-tól a Bebop & Beyond együttessel dolgozott. Később két 1990-es albumon is dolgozott velük, majd 1998-ban újra csatlakozott hozzájuk.

## Albumok
(válogatás)
- 1975: Why Not
- 1980: Cables' Vision
- 1984: Bebop And Beyond
- 1985: Phantom Of The City
- 1995: Quiet Fire
- 2000: Bluesology
- 2002: Live In Belgrade
- 2003: Looking For The Light
- 2006: A Letter To Dexter
- 2008: You Don't Know Me
- 2009: Morning Song
- 2009: Why Not?
- 2012: My Muse
- 2014: Icons and Influences
- 2019: I'm All Smiles
- 2021: Too Close for Comfort